# Karksi-Nuia
Karksi-Nuia je grad u okrugu Viljandimaau, južna Estonija. Nalazi se u blizini latvijske granice. Udaljen je 34 km od Viljandija glavnoga grada okruga.
Karksi-Nuia ima 1.841 stanovnika (1. siječnja 2010) i površinu od oko 3 km2. 
Karksi se prvi put spominje u 12. stoljeću. Naselje je nastalo u drugoj polovici 19. stoljeća od domova obrtnika i poljoprivrednka koji su bili grupirani između povijesnog posjeda Karksi (njem. Karkus, šve. Karkhus), te pravoslavne crkve Nuia (njem. Nuija). U kolovozu 1993. godine Karksi-Nuia dodijeljena su gradska prava. Ta prava se ukidaju 1999. godine.

## Vanjske poveznice
- Službene stranice (na estonskom)